# Rubus gremlii
Rubus gremlii es una especie de planta del género Rubus, perteneciente a la familia Rosaceae.

## Taxonomía
Rubus gremlii fue descrita por Wilhelm Olbers Focke en 1877.

## Distribución
Se encuentra en el territorio de Bélgica, Francia, Alemania y Suiza.